# Anomisma
Anomisma is een geslacht van libellen (Odonata) uit de familie van de reuzenjuffers (Pseudostigmatidae).

## Soorten
Anomisma omvat 1 soort:
- Anomisma abnorme McLachlan, 1877